# Електрически телеграф
Електрически телеграф е телеграф, който използва електрически сигнали. Този вид телеграф се използва за изпращането на кодирани съобщения по кабел. Електрическите телеграфи са заменили други видове телеграфи като тези, използващи оптична система.

## История

### Телеграф на Шилинг
Телеграфът, изобретен от барон Павел Шилинг през 1832 г., имал предавателно устройство, състоящо се от клавиатура с 16 бели и черни бутони. Те служили за смяна на електрическия ток. Получаващото сигнали устройство е включвало 6 галванометъра магнетични игли.
2-те станции на Шилинг били свързвани с 8 жици; 6 били свързани с галванометри, една служила за връщащ ток и една за сигнален звън. По-късно Павел Шилинг подобрил телеграфа си. Той намалил свързващите жици от 8 на 2.
Шилинг е бил сред първите хора, започнали да практикуват идеята за двоична система за комуникация на сигнали.